# Svastika
Svástika ali kljukasti križ (v sanskrtu svástika स्वस्तिक) je starodavni verski in okrasni simbol. Do danes se je verska uporaba ohranila v hinduizmu, budizmu in džainizmu. V teh verstvih je simbol, ki so ga zlasti v civilizacijah indijskega podkontinenta povezovali s srečo. Simbol je privzela Hitlerjeva nacistična stranka, zaradi česar je uporaba svastike v zahodnih civilizacijah še danes sporna. 
Svastiko opišemo kot enakokraki križ z ukrivljenimi konci. Konci so lahko ukrivljeni v desno ali levo. Nacistični kljukasti križ ima konce zakrivljene v desno (desnosučna svastika). Hindujska svastika ima eno ali drugo obliko z različnima pomenoma. Zaradi spornosti desnosučne svastike se v Budizmu danes več uporablja levosučna varianta. Leva: 卍 in desna: 卐 svastika sta simbola kitajske pisave. Na japonskih zemljevidih 卍 označuje (budistične) templje. V slovanski in drugih mitologijah je podoben simbol osemkraki kolovrat, ki ga uporabljajo rodnoverci.
Desnosučno svastiko (卐) je v Evropi pred 1. svetovno vojno posvojilo več organizacij, pred 2. svetovno vojno pa Nacistična stranka in nacistična Nemčija. Nacistična stranka jo je uporabljala kot simbol nemškega nacionalističnega ponosa. Za Jude in druge žrtve in sovražnike nacistične Nemčije je postala simbol antisemitizma in terorja. V številnih zahodnih državah se svastika zdaj šteje za simbol rasne večvrednosti in zastraševanja, saj jo povezujejo z nacizmom.